# 诗歌朗诵

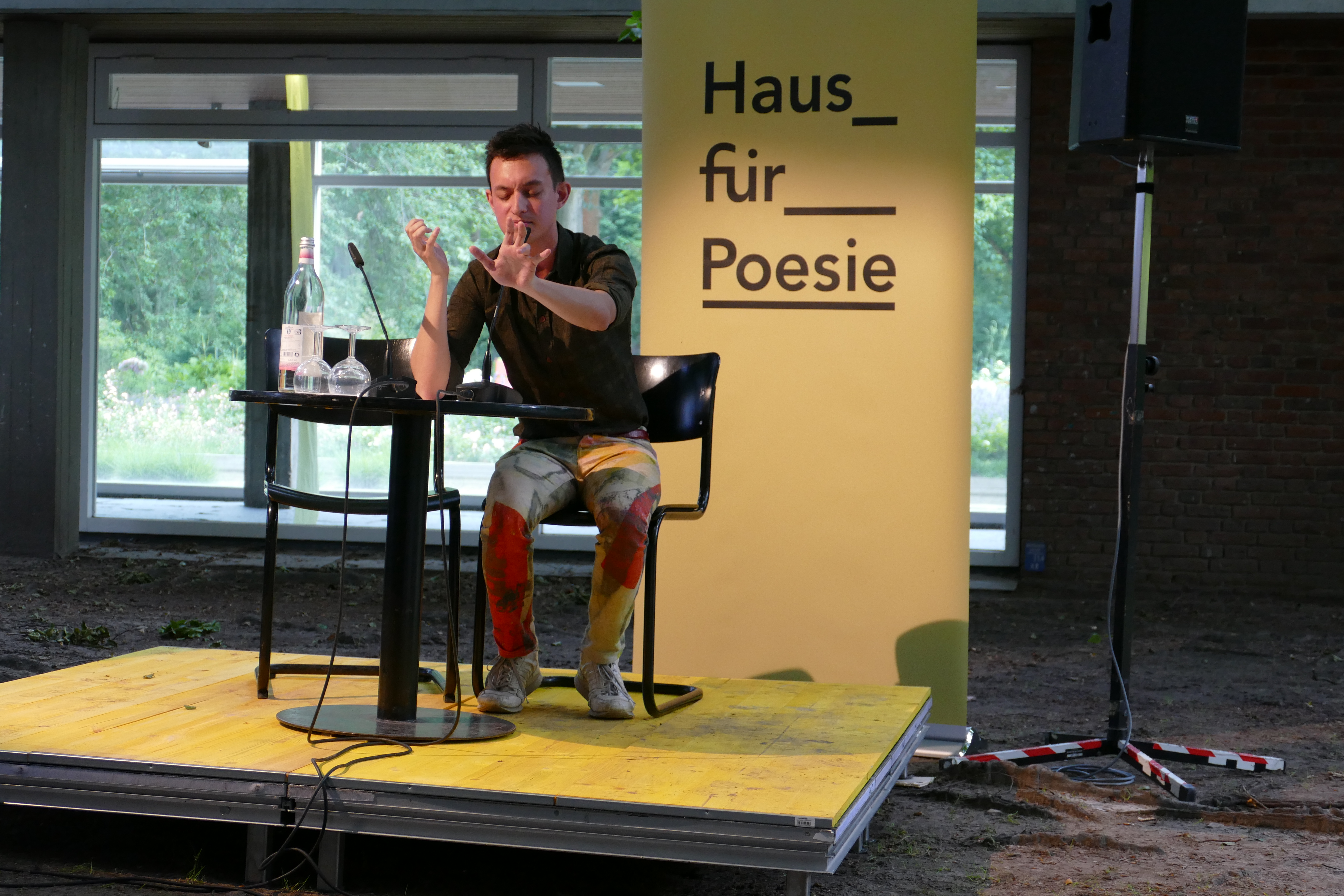
诗歌朗诵

诗歌朗诵是指表演者當眾口头背誦或者照著稿子讀出诗歌的活動。诗歌朗诵者在朗诵時需要把握節奏和音調，這樣才能將诗歌作者的真實想法表達出來。